# Conrad Hilton

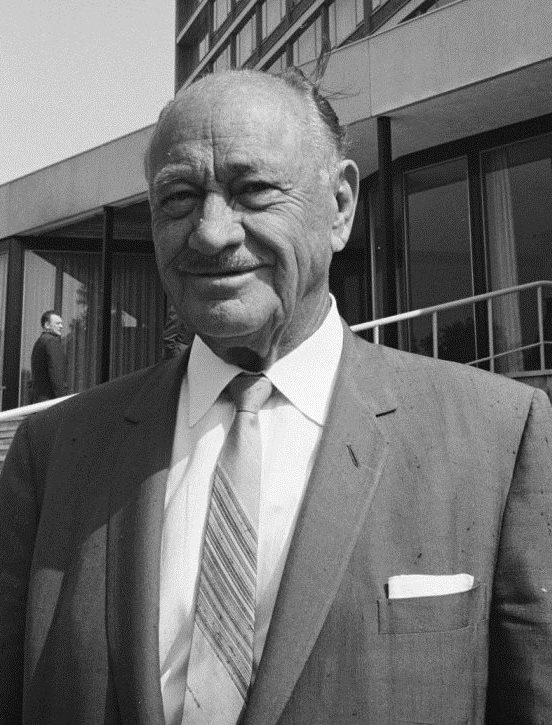
Conrad Hilton (1962)

Conrad Nicholson Hilton Sr. (* 25. Dezember 1887 in San Antonio, New Mexico; † 3. Januar 1979 in Santa Monica, Kalifornien) war ein US-amerikanischer Hotelier und Gründer der Hilton Hotels Corporation.

## Leben
Conrad Hilton war der Sohn des Norwegers Augustus „Gus“ Halvorsen (Hilton), dessen Familie auf einem Bauernhof in der Nähe von Kløfta in der Gemeinde Ullensaker lebte, und der Mary Genevive Laufersweiler, deren Vater ein Kaufmann aus dem Hunsrück war und aus Dörrebach stammte. In beiden Orten leben noch heute Verwandte der Familie. Augustus Halvorsen wanderte 1870 in die USA aus und nahm hier den Namen Hilton an.
Seine Ausbildung bekam Conrad Hilton am Goss Military Institute (heute New Mexico Military Institute), am St. Michael’s College (heute Santa Fe University of Art and Design) und dem heutigen New Mexico Technology. Später war er Repräsentant des neu geschaffenen Staates New Mexico.
Conrad Hilton kaufte im Jahr 1919 das Hotel Mobley in Cisco in Texas und stieg so in die Hotelbranche ein. Das erste selbstgebaute Hotel Dallas Hilton eröffnete am 2. August 1925. Im Jahr 1946 gründete er die Hilton Hotels Corporation mit weltweit etablierten Niederlassungen im hochpreisigen Segment.
Conrad Hilton war dreimal verheiratet, mit Mary Adelaide Barron (1925–1934), Zsa Zsa Gabor (1942–1947) und Mary Frances 1976. Mit Barron hatte er drei Söhne: Conrad Hilton Jr., genannt „Nicky“ (1926–1969), der wegen Disziplinlosigkeit von einer Schweizer Hotelfachschule flog und für neun Monate der erste Ehemann von Elizabeth Taylor war, Barron Hilton (1927–2019) und Eric Michael Hilton (1933–2016). Aus der Ehe mit Zsa Zsa Gabor entstammte die Tochter Francesca Hilton (1947–2015).
Mit siebzig Jahren veröffentlichte Hilton 1957 seine Autobiographie Be My Guest (deutscher Titel: Conrad Hilton – Die Welt zu Gast bei mir).
Conrad Hilton hatte es sich zur Maxime gemacht, jedes Hilton-Hotel auf der Welt selbst mitzukonzipieren. Bis zu seinem Tod gab es kein einziges Hilton-Hotel, das er nicht selbst einweihte.
Conrad Hilton starb im Alter von 91 Jahren am 3. Januar 1979 in Santa Monica und wurde auf dem Calvary Hills Friedhof in Dallas, Texas, beerdigt. Den Großteil seines Vermögens brachte er in die Conrad N. Hilton Foundation ein. Nach ihm wurde die Luxus-Hotelkette Conrad Hotels benannt.
Er ist der Urgroßvater von Paris und Nicky Hilton.

## Schriften
- Die Welt bei mir zu Gast: Das ungewöhnliche Leben des amerikanischen Hotelkönigs (Autobiographie), München: Ehrenwirth 1960, englisches Original zuletzt: Be My Guest. Autobiography, Prentice-Hall, New York, 1987, ISBN 0-13-071598-0.